# Consuelo
Consuelo  è un nome proprio di persona spagnolo femminile. 

## Varianti
- Femminili: Consuela[2]
  - Ipocoristici: Chelo[2][5][7], Suela[5]

### Varianti in altre lingue
- Catalano: Consol[6]

## Origine e diffusione

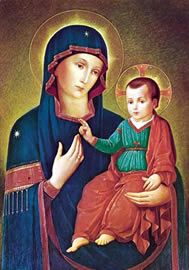
Icona della Vergine della Consolazione

Riprende il sostantivo spagnolo maschile consuelo, che vuol dire "consolazione" (da consolar, "consolare"), diffusosi grazie alla devozione verso la Vergine della Consolazione, in spagnolo Nuestra Señora del Consuelo, uno dei titoli della Madonna. È costume tipico dei paesi di tradizione cattolica adottare come prenomi femminili gli appellativi attribuiti alla Madonna, come avviene in spagnolo ad esempio anche per Concepción, Núria, Candelaria, Pilar, Rocío, Araceli e Milagros.
Il nome si è diffuso al di fuori dei paesi ispanofoni principalmente grazie al romanzo di George Sand del 1842-43 Consuelo. È attestato anche in Italia grazie, oltre che al romanzo, anche alla moda esotica, consolidata poi dalla fama di vari personaggi mondani; secondo dati raccolti negli anni Settanta, è distribuito su tutto il territorio nazionale, nelle forme "Consuelo" e "Consuela" (la prima nettamente prevalente, con 1100 occorrenze contro 100 della seconda). È associato spesso al nome italiano Consolata, con cui condivide la fonte d'ispirazione e l'etimologia di base, ma che presenta una storia onomastica del tutto separata.

## Onomastico
L'onomastico ricade il giorno della festa della Madre della Consolazione che, in alcuni luoghi, viene celebrata il 20 giugno.

## Persone

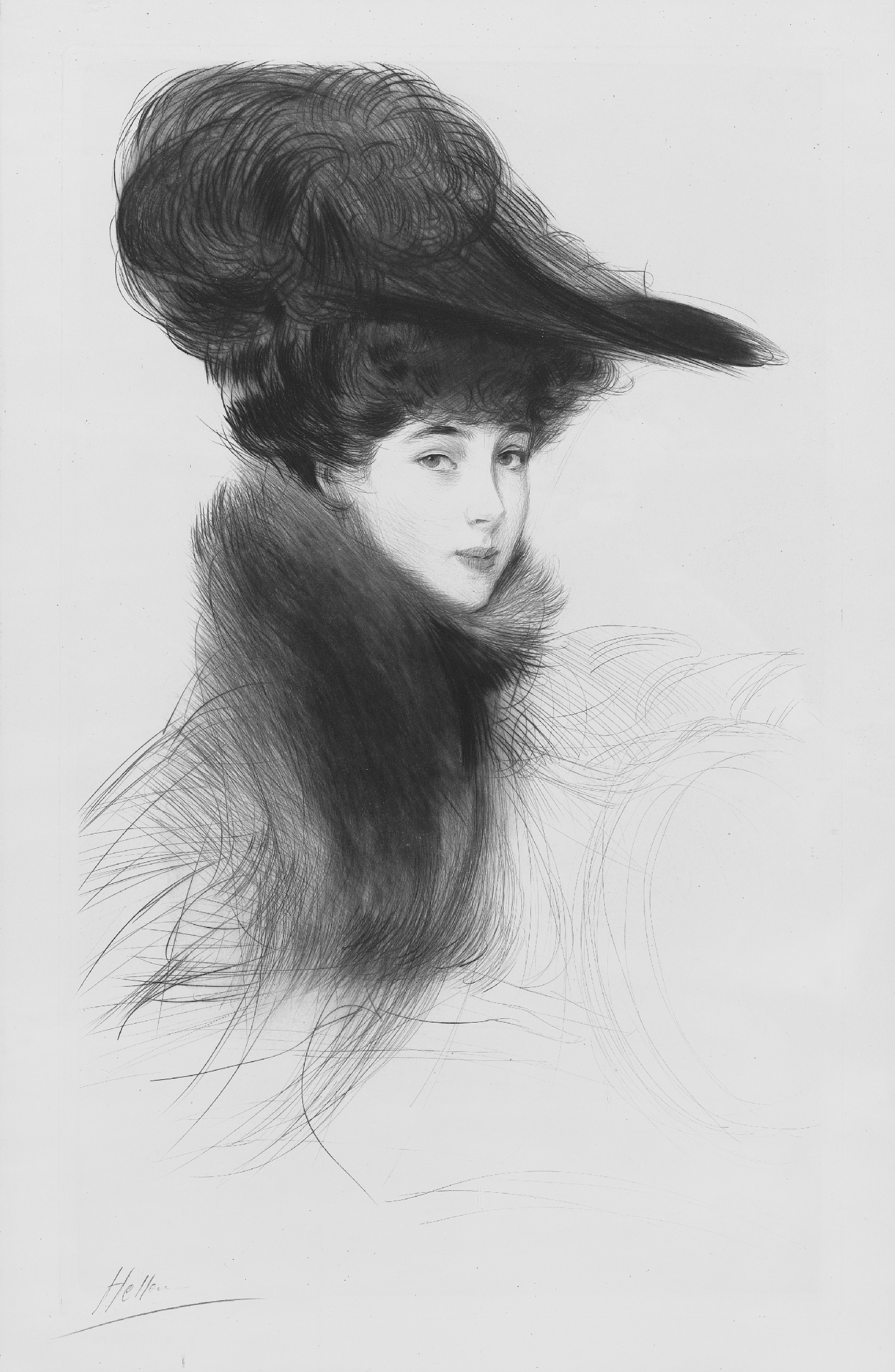
Consuelo Vanderbilt

- Consuelo Adler, modella venezuelana
- Consuelo Armijo, scrittrice e illustratrice spagnola
- Consuelo Kanaga, fotografa e scrittrice statunitense
- Consuelo Mangifesta, pallavolista, dirigente sportiva e telecronista sportiva italiana
- Consuelo Martín López, modella spagnola
- Consuelo Nouel, modella venezuelana
- Consuelo Vanderbilt, socialite statunitense
- Consuelo Velázquez, pianista e compositrice messicana

### Variante Chelo
- Chelo Alonso, ballerina, attrice e showgirl cubana

## Il nome nelle arti
- Consuelo è un personaggio dell'omonimo romanzo di George Sand.
- Consuelo è un personaggio del romanzo di Isabel Allende Eva Luna.
- Consuelo è un personaggio del telefilm Domani è un'altra truffa.
- Consuelo è un personaggio del film del 1924 L'uomo che prende gli schiaffi, diretto da Victor Sjöström.
- Consuelo è un personaggio del film del 1952 Il corsaro dell'isola verde, diretto da Robert Siodmak.
- Consuelo è un personaggio del film del 1968 I giovani tigri, diretto da Antonio Leonviola.
- Consuelo è un personaggio del film del 1994 Omicidio al telefono, diretto da Bruno Mattei.
- Consuelo è un personaggio del film del 2007 Lo spaccacuori, diretto da Bobby e Peter Farrelly.
- Consuela è un personaggio della serie animata I Griffin.
- Consuela è un personaggio del film del 1970 Shango, la pistola infallibile, diretto da Edoardo Mulargia.
- Consuela è un personaggio del film del 1971 ...e lo chiamarono Spirito Santo, diretto da Roberto Mauri.
- Consuela è un personaggio del film del 1974 Zardoz, diretto da John Boorman.
- Consuelo Baxter è un personaggio del film del 1965 Per un pugno di dollari, diretto da Sergio Leone.
- Consuela Castillo è un personaggio del romanzo L'animale morente di Philip Roth e della trasposizione cinematografica Lezioni d'amore per la regia di Isabel Coixet.
- Consuela Hernandez è un personaggio della serie televisiva The Nine.
- Consuelo Van Guld è un personaggio del film del 1952 Jolanda, la figlia del Corsaro Nero, diretto da Mario Soldati.